# 東日本大震災に対するヨーロッパ諸国の対応

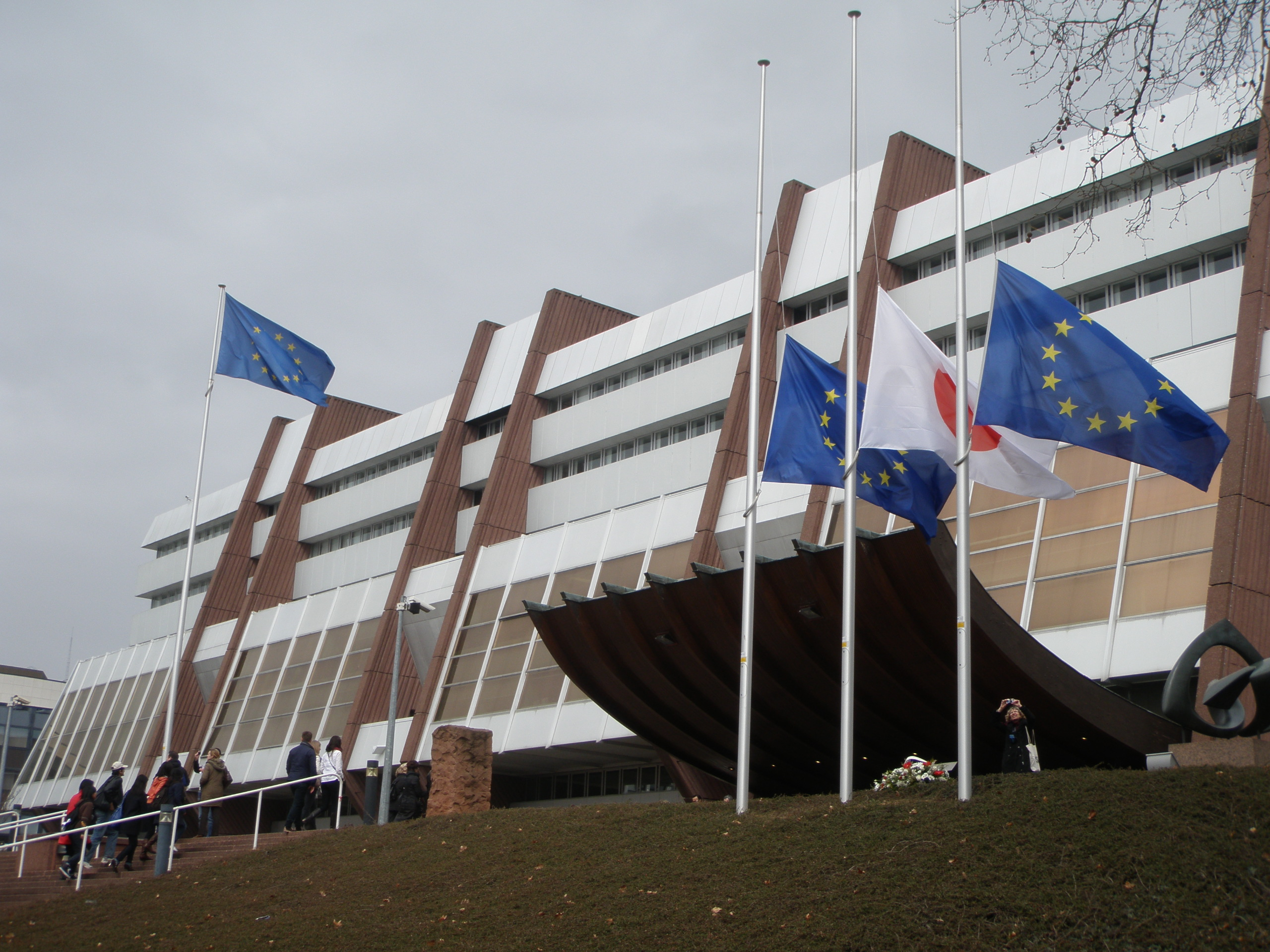
東日本大震災を受けてEU議会にはEU旗と日章旗の半旗が掲げられた。

東日本大震災に対するヨーロッパ諸国の対応（ひがしにほんだいしんさいにたいするヨーロッパしょこくのたいおう）では、東北地方太平洋沖地震 (東日本大震災)に対するヨーロッパ諸国の対応について記述する。

## 欧州連合
- 欧州連合：欧州委員会のジョゼ・マヌエル・ドゥラン・バローゾ委員長とヘルマン・ファン・ロンパウ大統領は、多くの犠牲者と深刻な被害をもたらした日本の地震のニュースを深く憂慮しているとの声明を発表。日本政府及び犠牲者の家族に対し哀悼の意を表すとともに「必要ならばいかなる支援も行う用意がある」と表明した[1]。3月11日には救助隊および救助犬の派遣を決定[2]。同月12日、同被災の原発事故を受け、ブリュッセルで15日に加盟国の原発専門家による緊急対策会合を開くと発表した。会合では加盟国の保安当局、電力会社、原発建設業者の担当者が爆発の原因と影響を分析し、対策を協議する。欧州連合では加盟27ヶ国中14ヶ国に原発計143基がある。また12日、連絡網を使って加盟国に福島第一原発の爆発情報を提供する「連携グループ」を設置、日本当局、国際原子力機関からの情報収集を急いでいる[3]。3月25日にはクリスタリナ・ゲオルギエヴァ欧州委員が来日し、お見舞いと支援の表明を行い、1千万ユーロ (約11億5千万円) の義捐金提供を行った[4]。

### 西欧のEU諸国
- イギリス：デーヴィッド・キャメロン首相は3月11日「自然の猛威を見せつけられた。一人一人が日本と日本国民に思いを至らせるべきだ。イギリス政府にも何かできることがないか検討するよう指示した」と述べ日本政府に対し支援を表明した。またエド・ミリバンド労働党党首はTwitter上で、「日本の地震と津波の恐ろしい映像。いまこの時に私の思いは日本の人々と共にあります」と述べた。エリザベス2世も同日明仁天皇に対し、「地震によって人命が失われたことを悲しく思います。我々の祈りと思いを被害にあったすべての方々に捧げます」と哀悼の意を伝えた[5]。ヘイグ英外相は12日朝、日本政府から正式に派遣要請を受けたと明らかにし、救援隊の派遣を決定したと伝えた[6]。レスキュー隊員69名、救助犬2頭が日本時間3月13日未明、マンチェスター空港を出発し、三沢基地より入国。17日まで岩手県大船渡市、釜石市にて救助活動を行った[7][8]。また、3月28日には飲料水100トンを提供。茨城県に贈られ、4月2日には放射線測定器、ヨウ素吸着マスク等の原子力関連物資が提供される[9]。4月12日には、再び原子力関連物資の提供を行った[10]。
- フランス：ニコラ・サルコジ大統領は「フランスは、日本からのいかなる要請にも応える用意がある」と表明[1]。100人以上で編成された救援隊がチャーター機で羽田空港に向かい、3月14日に到着[11]。同月17日には原子力大手のアレヴァとフランス電力公社がホウ酸100トン、放射能の防護服1万着、手袋2万組、防護マスク3000個を日本に送ったと発表[12]。4月10日にも原子力関連物資の提供が行われた[13]。
- アイルランド：アイルランド政府は緊急支援資金として日本赤十字社に100万ユーロ（約1億1300万円）の提供を決めた[14][15]。

#### ベネルクス三国
- オランダ：オランダ政府は100万ユーロ（約1億1500万円）の緊急支援資金をオランダ赤十字社経由で提供、オランダ赤十字社はオランダ人からの寄付受付のための特別口座も開設した[16]。21日にはマットレス1998点を茨城県に提供した[17]。
  - また、オランダを代表するサッカークラブ、アヤックス・アムステルダム及びアムステルダム市は「Nederland Helpt Japan」と銘打ったチャリティイベントを実施。チャリティマッチを行うにあたってJリーグの清水エスパルスが招待され、この試合の入場料等の収益金と募金活動により、総額で約600万ユーロ（約7億2000万円）がオランダ赤十字を通して義援金として寄付された[18]。

- ベルギー：支援を表明している。
- ルクセンブルク：4月19日、ジャン・アッセルボルン副首相兼外相が来日し、哀悼とお見舞いの意を寄せ、同国国内において民間の募金活動などが盛んであること、官民挙げて支援を惜しまないとの旨を述べた[19]。

### 東欧のEU諸国
- ブルガリア：ブルガリア政府は3月13日9時に支援を表明し[20]、4月21日にはベッド168点を茨城県に提供した[17]。4月25日には、20万レヴァ (約1,200万円) の義援金寄付を行った[21]。
- ルーマニア：支援を表明している[22]。

### 中欧のEU諸国

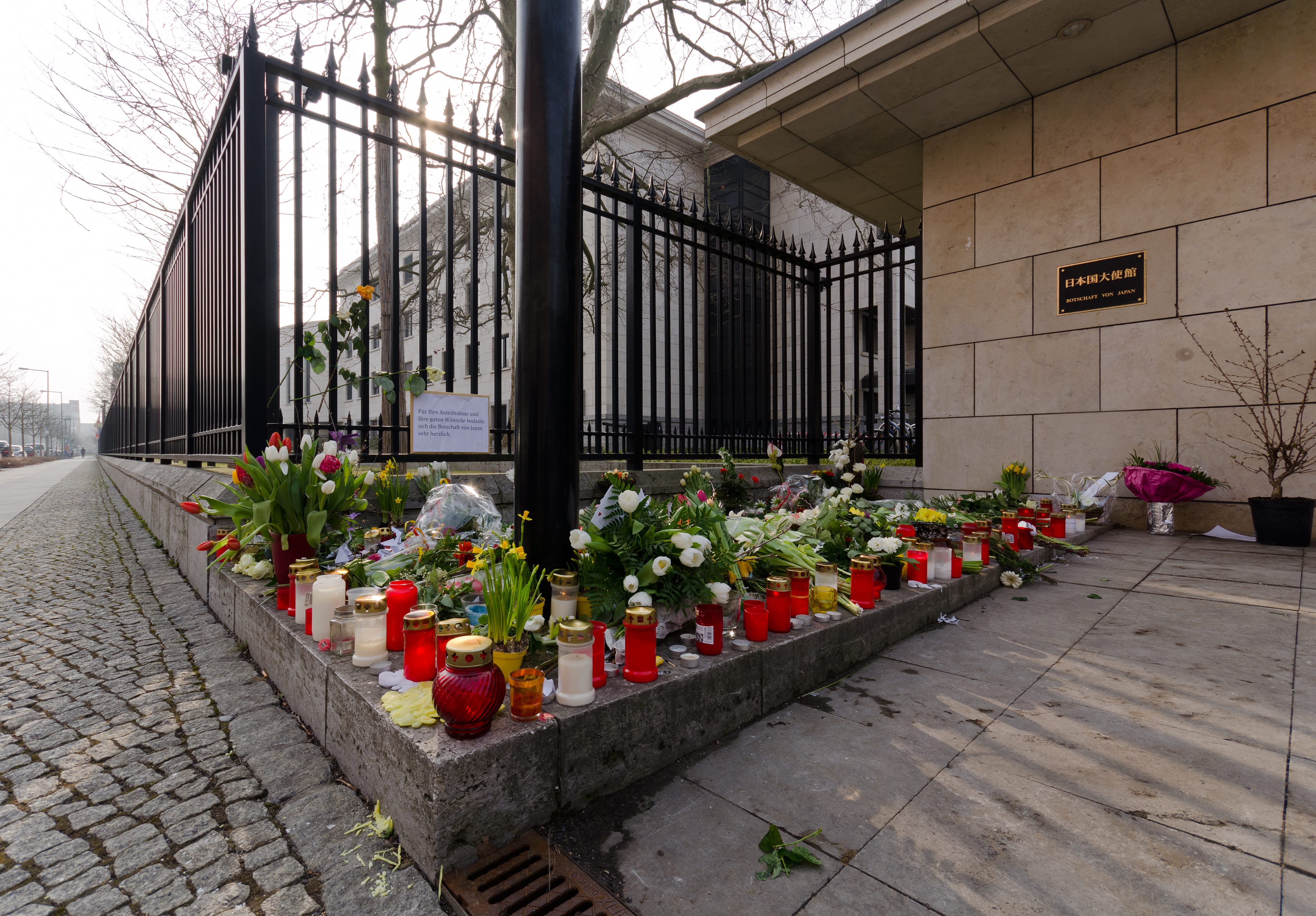
花と蝋燭が供えられた駐ドイツ日本大使館の入り口

- ドイツ：アンゲラ・メルケル首相は菅直人首相に御見舞い文を送り「日本が恐ろしい地震に襲われたことに大変な衝撃を受けている。犠牲者に哀悼の意を示すとともに、ドイツはいつでも日本に援助を提供することを約束する」と伝えている[23]。3月13日、ドイツからの災害救助犬3匹及び関連人員43名からなる救援隊が日本に到着[24]、宮城県南三陸町にて同月15日まで救助活動を行った[7]。ハンス＝ペーター・フリードリッヒ（英語版）内相は「更に専門家を派遣する用意がある」と表明した[2]。同月12日には日本の原発事故を踏まえ、老朽化した原発を抱える南西部ネッカーベストハイムの近郊で、反原発団体の約6万人が手をつないで原発閉鎖を要求する「人間の鎖」を作った。また、ドイツ社会民主党のジグマール・ガブリエル前環境相は独誌『デア・シュピーゲル』で、国際レベルでの原子力政策の再検討を呼び掛けた。同日、メルケル首相は関係閣僚の緊急会合を招集し、国内原発の安全点検を指示した[25]。このほか、ドイツのエネルギー会社RWEは、原子力発電所建設で支援を申し入れた[26]。4月2日、ギド・ヴェスターヴェレ外相兼副首相が来日し、日本の松本剛明外務大臣と会談を行った。この会談で、震災の復興を進めていく上でも重要になる日本とEU間の経済連携協定についての支持を述べた。また、ドイツでは、民間人の間でも義捐金等の支援について関心が高いことを述べ、技術支援および復興における更なる支援を行う用意があると述べた[27]。
- オーストリア：ハインツ・フィッシャー大統領やヴェルナー・ファイマン首相、ミヒャエル・シュピンデルエッガー連邦外相らがお見舞いの書簡やメッセージを贈った他、オーストリア政府は100万ユーロの義捐金をオーストリア赤十字社経由で提供した[28]。4月21日には被災地の茨城県に毛布2万点および水容器450点を提供した[17]。
- チェコ：チェコ政府は500万チェコ・コルナを義捐金として日本赤十字社に提供する事を決めた[29]。
- スロバキア：イヴァン・ガシュパロヴィッチ大統領、イヴェタ・ラジチョヴァー首相、ダニエル・リプシツ内務大臣、ヨーゼフ・ナジ環境大臣らがお見舞いの書簡・メッセージを贈った他、スロバキア政府は10万ユーロの義捐金を贈ることを決めた[30]。リプシツ内相は地震発生直後、内務省山岳救助隊の救助専門家および災害救助犬派遣の意思を表明するとともに、同省救助組織・市民保護統合本部に対し、24時間以内に被災地に送る救援資機材を準備するよう命令[31]。欧州連合を通じて食料や物資の提供を行った[32]。また、衣料品4000点、靴1000足、テント14点、寝袋112点、キャンプ用ベッド112点を被災地である宮城県と茨城県に提供した[17]。一方スロバキア経済省は震災後、国内2か所の原子力発電所について「福島原発と異なる加圧水型であり、同様の制御不能に陥る可能性は小さい」との見解を示し[33]、廃炉予定の旧型原子炉に代わるボフニツェ原子力発電所の新型代替炉建設計画を継続して推進する方針を表明した[34]。
- ポーランド：消防士の派遣を申し出ている[1]。5月9日には政府として100万ズロチ（約3000万円）の義援金提供を表明した[35]。
- ハンガリー：4月21日、食料品16.7トンを宮城県に提供した[17]。
- スロベニア：スロベニア政府はスロベニア赤十字社経由で15万ユーロの義捐金を送ることを決めた[36]。

### 南欧のEU諸国
- イタリア：イタリア政府は支援を表明している[22]。イタリア中部地震において最大の被災地となったラクイラのチアレンテ市長は、ラクイラ市民の日本国民に対する連帯の気持ちを示した上で「我々は市の再建に対する日本の貴重な貢献を決して忘れない。ラクイラにとって貴国の悲劇は人ごとではない」と表明した[37]。
- ギリシャ：ギリシャ政府は10万ユーロ（約1150万円）の義捐金を日本赤十字に提供することを表明した[38]。
- スペイン：支援を表明している[39]。
- ポルトガル：支援を表明している[40]。
- キプロス：3月15日には支援を表明している。
- マルタ：明仁天皇に宛て御見舞文を送った[41]。また、マルタ共和国政府として、2万3000ユーロ（約276万円）の義援金を提供した[42]。

### 北欧のEU諸国
- スウェーデン：作業用手袋1万点、ゴム長靴296足、毛布7125点を、宮城県および茨城県に提供した[17]。
  - ハンガリー、スロバキア、スウェーデンの3ヶ国は4月6日、食料計16.7トン、衣料品4000点、靴1000足、作業用手袋1万点、長靴約300足などを被災地である宮城県に提供した[32]。
- デンマーク：皇太子フレデリックは、2011年6月13日から16日まで、東日本大震災、津波及び東京電力原子力発電所事故に対するお見舞いと支援の表明のため来日。東松島市を訪問し、デンマークの民間企業からの寄付及び支援物資を手交するとともに、特に被災した子供達を慰問し、激励した。また東北の観光の素晴らしさを国内外にアピールするため、松島の観光遊覧船に乗船[43]。デンマークからはこれまでに約2億円の寄付がデンマーク赤十字社や日赤に寄せられ、東松島市（宮城県）など被災した地方自治体に直接届けられた義援金や支援物資を加えると、総額は約3億円[44]。毛布21280点を茨城県に、毛布2030点を栃木県に提供した[17]。
デンマークは官民で東松島市に持続的な支援を続けている。
- フィンランド：フィンランド政府は緊急支援資金として50万ユーロを日本赤十字社に贈与する事を決めた[45]。また、放射線計測モニター50点、水容器130点、スチール製水筒2800点、マット880点を茨城県に提供した[17]。

#### バルト三国
- ラトビア：ラトビア政府は10万ラッツの義捐金を寄付することを決めた[46]。
- エストニア：エストニア政府は20万ユーロ（約2300万円）の緊急支援資金を日本政府に提供することを表明した[47]。
- リトアニア：毛布2000点と寝袋300点を茨城県に提供した[17]。
  - また、オランダ、デンマーク、リトアニアの3ヶ国は、EUを通じて支援物資として毛布2万5000枚、マットレス2000枚、寝袋300個の寄付を行い、これらは茨城県の被災地に送られることとなった[48]。

## ロシア

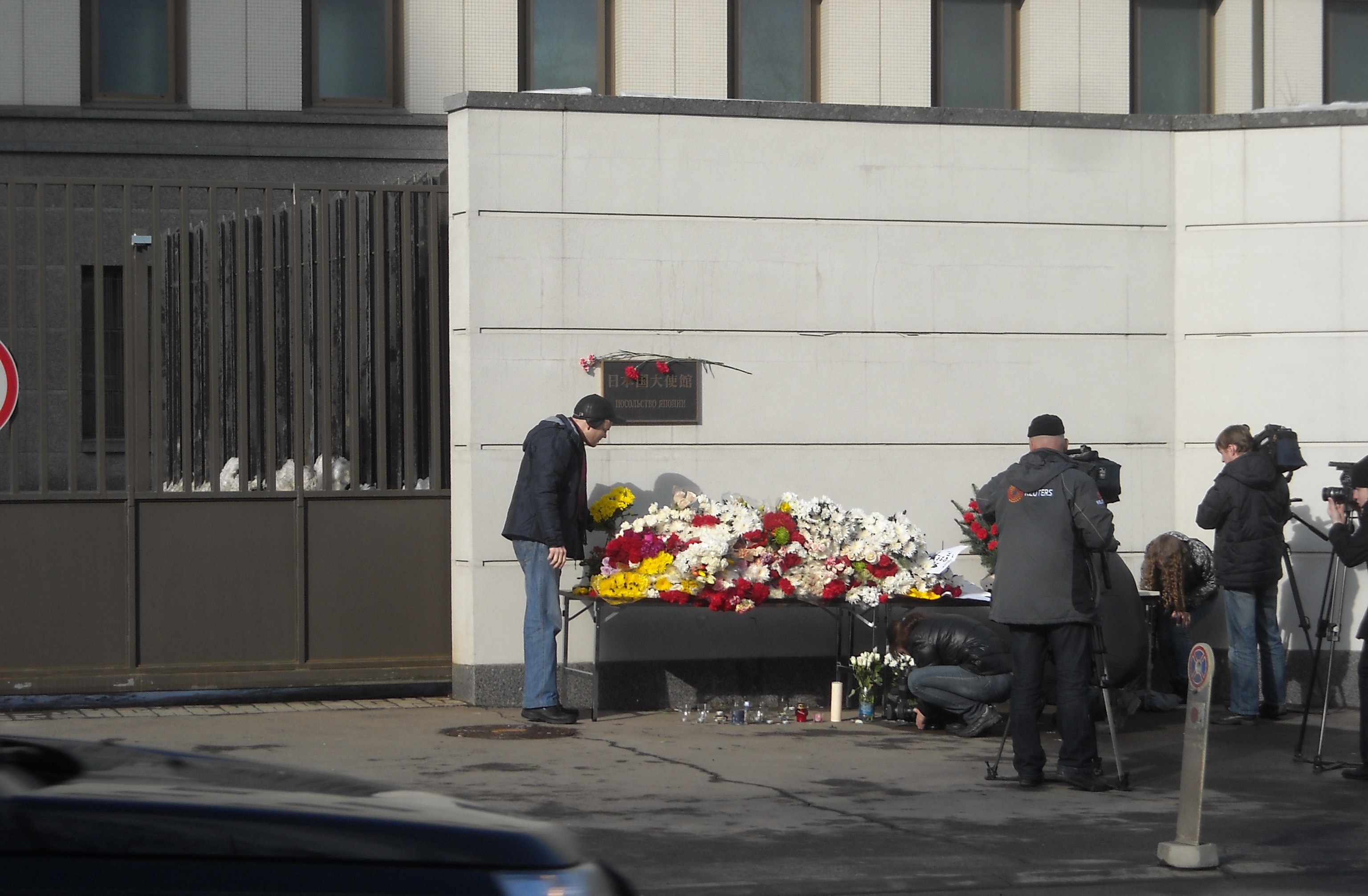
在ロシア連邦日本大使館に花を手向けるロシア連邦国民

被災地支援のため新潟空港へ飛来した、ロシア民間防衛問題・非常事態・自然災害復旧省のミル設計局 Mi-26 。 同機を使用した被災地での支援活動は実施されなかった。

- ロシア：ドミートリー・メドヴェージェフ大統領は「被害克服のため、隣国としてできる限りの援助をする」「可能な限り、あらゆる支援を日本に行う用意がある」と表明。また、Twitterにおいて「近親者を失った全ての人に哀悼の意を表する。我々の隣国を支援するよう政府に指示した」と書き込んだ[49]。ロシアの緊急対策当局はスタッフ40人と救助犬3頭の派遣を申し出ており[23]、ウラジーミル・プーチン首相は12日、極東・サハリンで生産する天然ガスの日本向け供給量を増やすよう指示した[50][51]。同国外務省は国営銀行に、日本の被災者を支援するための義援金口座を開設したと発表[50]。最大で15万トンの天然ガス、300万 - 400万トンの石炭を追加提供する用意があると表明した[49]。また、医師や心理学者を含む200人以上の救援隊を派遣する準備があることを明かしている[52]。プーチン大統領は「支援に全力を尽くす必要がある。日本は親しい隣国であり、両国間は様々な問題を抱えてはいるが、信頼できるパートナーであるべき」との声明を出し、海底ケーブルを通して日本に電力を援助することも打診している[53]。セルゲイ・ラブロフ外相は、モスクワの日本大使館を訪問し「哀悼を表明し、この悲劇を乗り越えるための全ての支援を行う」と伝え、大使館の壁に白い菊の花を捧げた[54]。14日、日本政府はロシアの救援隊受け入れを決定。先ずは50人の援助隊をモスクワから成田空港へ向かわせ、次いで25人をハバロフスクから派遣させる。ともに到着次第、仙台市周辺へ向かう[55]。ロシア国営原子力企業ロスアトムは原発事故に伴い技術支援を行うことを決定し[53]、また「エア・アンビュランス」等の航空機6機と、災害症候群専門の心理学者も派遣する[56]。3月21日、スヴェトラーナ・メドヴェージェワ大統領夫人が在ロシア日本大使館において献花と記帳を行った。4月6日、モスクワ州所在の私立学校「モスクワ第一ギムナジウム」から、支援物資、同学校の生徒が集めた毛布、衣類、寝具等および励ましの絵画やメッセージが新潟県災害対策本部へ提供された[57]。4月9日、ロシア国営原子力関連企業「ロスアトム」が、個人線量計400個およびマスク5000個を支援物資として提供した[58]。
  - ロシア外務省サハリン州代表部のウラジーミル・ノソフ代表が12日に明らかにしたところによると、災害状況を知った北方領土・択捉島でも、複数のロシア人島民が「どうすれば日本の被災者を支援できるのか」と同省に相談している。代表は、サハリンの日本総領事館に連絡するよう伝えたという。ロシア人島民は「直接被災地へ赴き支援できれば一番だが、救助の専門家ではないため送金くらいしかできない。振込先を教えてほしい」と相談したという。同代表は「北方領土の島民は1994年の北海道東方沖地震で日本の援助を受けた。だが今回の支援申し出は過去の恩からではなく、過酷な状況に遭う隣人を心から助けたい気持ちからだと受け止めた」と語った[59]。また、同地域では政権与党統一ロシアの一組織「若き親衛隊」が15日、国後島にロシア国旗を設置する計画をしていたが、中止を決めたという[53]。「災害に伴い、両国の政治対立は二次的なものとなった」とし、同組織は13日、在モスクワ日本大使館前に花束を捧げ、プロコペンコ代表は「犠牲者の家族に哀悼の意を示したい」と語った[60]。
  - ロシア正教会：モスクワ総主教のキリル1世は、「我々がニュースで目にするものは恐ろしい印象を与える。これは実際に起こった大きな悲劇である」と述べた上で「人々の連帯が状況を克服する重要な要素となる」と語り、ロシア国民に対し日本と積極的に連帯するよう呼びかけた[61]。ユジノサハリンスク[62]・サンクトペテルブルク[63]などでは、市民が日本を支援するための献花や祈祷が捧げられた。

## その他の欧州諸国

### 中欧諸国

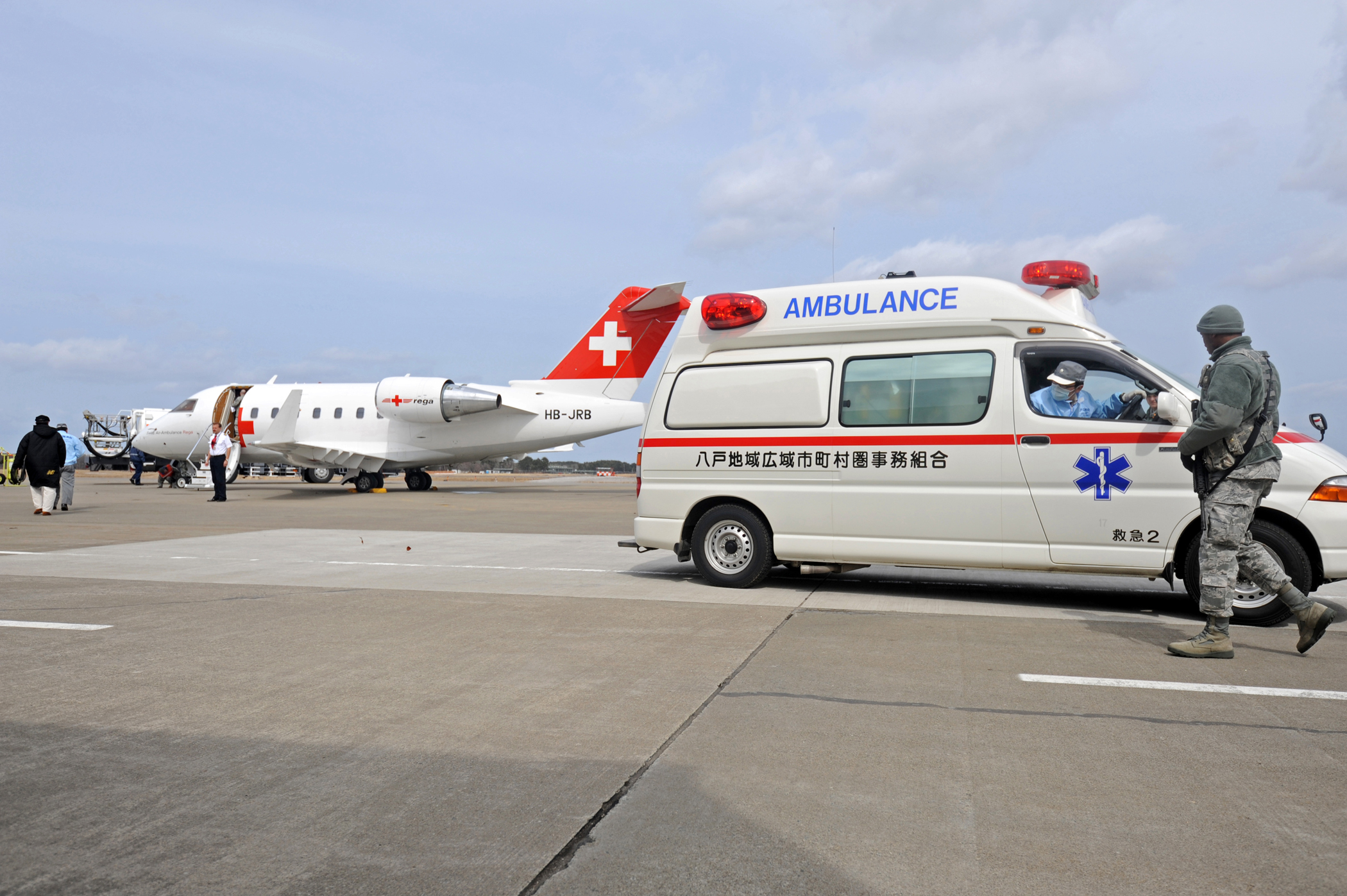
三沢飛行場に派遣されたREGAのチャレンジャー 600（2011年3月21日）

- スイス：阪神・淡路大震災でも活躍した救援部隊の派遣を決定、13日にレスキュー隊員27人と災害救助犬9頭が向かい[64]、16日までの間宮城県南三陸町にて救援活動を行った[7]。非営利団体のスイス・エア＝レスキュー（Rega）が患者輸送用としてボンバルディア チャレンジャー 600を派遣している。
- リヒテンシュタインは、日本政府と皇室に向けて哀悼と御見舞の意を寄せた[41]。

### 南欧諸国
- バチカン：タルチジオ・ベルトーネ国務長官が日本カトリック司教協議会会長の池長潤大阪大司教に対し「教皇ベネディクト16世が地震と津波による悲劇に深く心を痛めており、犠牲者と遺族のために祈っている」と電報を送った[65]。また3月13日の六時課において、教皇自ら地震に対する哀悼の意を表明し、被災に立ち向かっている被災者たちとの連帯を示し、そして集まった信者らと共に犠牲者に対して祈りを捧げた[66]。19日には、正式に支援を表明した[67]。ベネディクト16世は、15万ドル (約1200万円) の寄付を表明しており、 4月21日には、サン・ジョバンニ・イン・ラテラノ大聖堂で行われた「最後の晩餐のミサ」において参列者から義援金を募った（同ミサでは毎年支援先を決めて募金を行っており、2011年は東日本大震災向けに設定されたものである）。また、イタリア各地では募金活動などが頻繁に行われた。海外のカトリック界では、大災害にもかかわらず整然と対応する日本人に対し敬意や同情が強まっている[68]。
- モナコ：支援を表明している[69]。
- サンマリノは明仁天皇に宛て、哀悼と御見舞の意を寄せている[41]。また、2014年には東日本大震災の犠牲者を追悼するために、サンマリノ神社が建立された。
- アンドラ：支援を表明している[67]。

### 北欧諸国
- アイスランド：3月18日、日本に対し、100万ユーロ（約1億1300万円）の支援を決めたと発表した[70]。
- ノルウェー：支援を表明している[22]。

### 東欧諸国
- ウクライナ：医療班派遣の用意を進めている[71]。また、ウクライナ外務省当局者は「ウクライナは放射能汚染を克服した経験があり、日本に専門家を派遣することを提案した」と述べている[52]。ウクライナ政府は3月17日、毛布約2000枚を支援物資として届けた[72]。
- トルコ：東日本大震災に対するアジア諸国の対応#西アジアを参照。
- セルビア：支援を表明し[39]、セルビア政府は5,000万ディナール（約4,525万円）の義捐金をセルビア赤十字社経由で提供した[注釈 1][75][76]。
- アルバニア：アルバニア政府は4月14日、10万米ドル（約800万円）の義援金の寄付を決定した[77]。
- ボスニア・ヘルツェゴビナ：支援を表明し[78]、ボスニア・ヘルツェゴビナ閣僚評議会は、各閣僚の給与から1日分を義捐金にあてることを表明した。また、多数の自治体からも義援金が提供された[79]。
- ベラルーシ：アレクサンドル・ルカシェンコ大統領は地震について、深い痛みと悲しみを受けているという旨の見舞い状を明仁天皇に送付した[80]。15日には正式に支援を表明した[81]。ベラルーシ政府は50万米ドル（約4,200万円）の義援金を日本赤十字に提供した[82]。
- クロアチア：反政府デモが活発化しており、12日には首都ザグレブで5000人近くが参加した大規模デモが行われたが、デモ行進は日本大使館前で停止した。参加者らはろうそくを灯し、被災者へ黙祷を捧げたという[83]。クロアチア政府は15日、日本政府に支援を申し出[40]、義捐金としてクロアチア赤十字社経由で350万クーナの寄付を決めた[84]。
- モルドバ：モルドバ共和国政府は、100万モルドバ・レイ (約720万円) の義援金支援を行った。また、モルドバ農業食品産業省からも、日本政府が開発援助 (ODA) を通じて行った貧困農民支援における裨益者から集められた義援金が提供された[85]。
- モンテネグロ：モンテネグロ政府は4月15日、10万ユーロ (約1,200万円) の義援金寄付を行った[86]。
- 北マケドニア：10万ユーロ（約1200万円）の義援金を日本赤十字に提供した[87]。
- コソボ[40]、も支援を申し出ている。

### カフカース地方
- ジョージア：ミヘイル・サアカシュヴィリ大統領は「この辛い悲しみの中、我々の思いと祈りは愛する者を失った被災者や、全ての日本国民とともにある」と表明し[41]、支援を申し出た[88]。また、14日、ジョージア内のアブハジア自治共和国亡命政府は、在ジョージア日本国大使館に向けてお見舞いの手紙を送った[89]。ジョージア政府は3月29日、100万米ドル（約8,000万円）の義捐金を日本赤十字社に提供した[90]。
- アゼルバイジャン：イルハム・アリエフ大統領、アビド・シャリホフ副首相、エルマル・メメディヤロフ外務大臣他からお見舞いの書簡やメッセージが贈られ、同国政府は義捐金として100万ドルを日本赤十字社に提供した[91]。
- アルメニア：50万米ドル（約4000万円）の義援金を日本赤十字社に送金した[92]。

### 日本政府未承認の国家
- 北キプロス：デルヴィシュ・エロール大統領は17日、明仁天皇に宛て「最も心から同情と哀悼の意を表明する」「できるだけ早く災害この自然から回復すること、それのために祈り、期待しています」というメッセージを送った[93]。
- 南オセチア：エドゥアルド・ココイトゥイ大統領は「同国も1991年に悲劇的な震災を経験した。取り返しのつかない損失と喪を服し、全ての犠牲者とその家族や友人に莫大な同情と支援の言葉を伝えて下さい」との電報を菅総理に送っている[94]。
- アブハジア：セルゲイ・バガプシュ大統領は日本政府にお悔やみの書簡を送り、同国外務省は「私達は日本の人々と同様の心情です。災害で苦しんだ人々にどんな手助けもしたい」と述べた[95]。

## ヨーロッパの組織
- 欧州評議会（現EU）のヤーグラン事務総長は、心からの哀悼の意と支援の保証を表明した。
- マルタ騎士団：「日本人と我々の連帯を示したい」との声明を出し支援募金を呼び掛け、救援物資のために緊急救済基金を援助することを決定した[96]。
- 欧州安全保障協力機構 (OSCE) も哀悼と御見舞の意を寄せた[41]。